# 松平信進
松平 信進（まつだいら のぶゆき）は、江戸時代後期の大名。駿河国小島藩の第9代藩主。滝脇松平家16代。官位は従五位下・丹後守。

## 略歴
出雲国松江藩の第8代藩主・松平斉恒の次男として誕生。幼名は敬次郎。
嘉永4年（1851年）4月27日、先代の松平信賢の隠居により、その養嗣子として跡を継いだ。ペリー来航で政情不安が高まる中、軍制改革や駿河和紙の専売制などを行なって藩政を再建した。
幕領であった有度郡下川原は、ペリー来航の前年の嘉永5年（1852年）、松平丹後守（小島藩）領になり、桜田門外の変が起きた年の安政7年/万延元年（1860年）に松平和泉守領に移るまでの数年間小島藩領であった。
小島藩の領地であった平山村の「昔今萬記録」には、嘉永7年（1854年）黒船来航時の4日間の西島の海岸警護で、平山村から農民による70名の鉄砲隊を組織し、最前線で活躍した勇右ェ門は小島藩主より金三両の褒美を頂戴した。との記録がある。
安政2年（1855年）2月。領地拝領200周年を記念して、振る舞い酒を小島陣屋で行った。領内の名主、組頭、百姓代に宛てて
「明暦2年（1656年）に松平重信が駿河国に5000石の領地を拝領してから200年を記念して祝儀の酒を振る舞うので、明後日の10時までに裃を着用の上、小島陣屋までに来るように」
という内容の祝賀通達の手紙を送っている。手紙の日付は2月11日。
文久3年（1863年）正月24日、51歳（または46歳）で死去し、跡を養嗣子の信書が継いだ。墓所は東京都台東区下谷の英信寺。

## 系譜
父母
- 松平斉恒（実父）
- 松平信賢（養父）

正室
- 松平寿子 - 松平信豪の長女

子女
- 幸 - 松平信敏正室、松平信書の養女

養子
- 松平信書 - 松平信友の三男あるいは次男